# Diego Brosset
Pour les articles homonymes, voir Brosset.

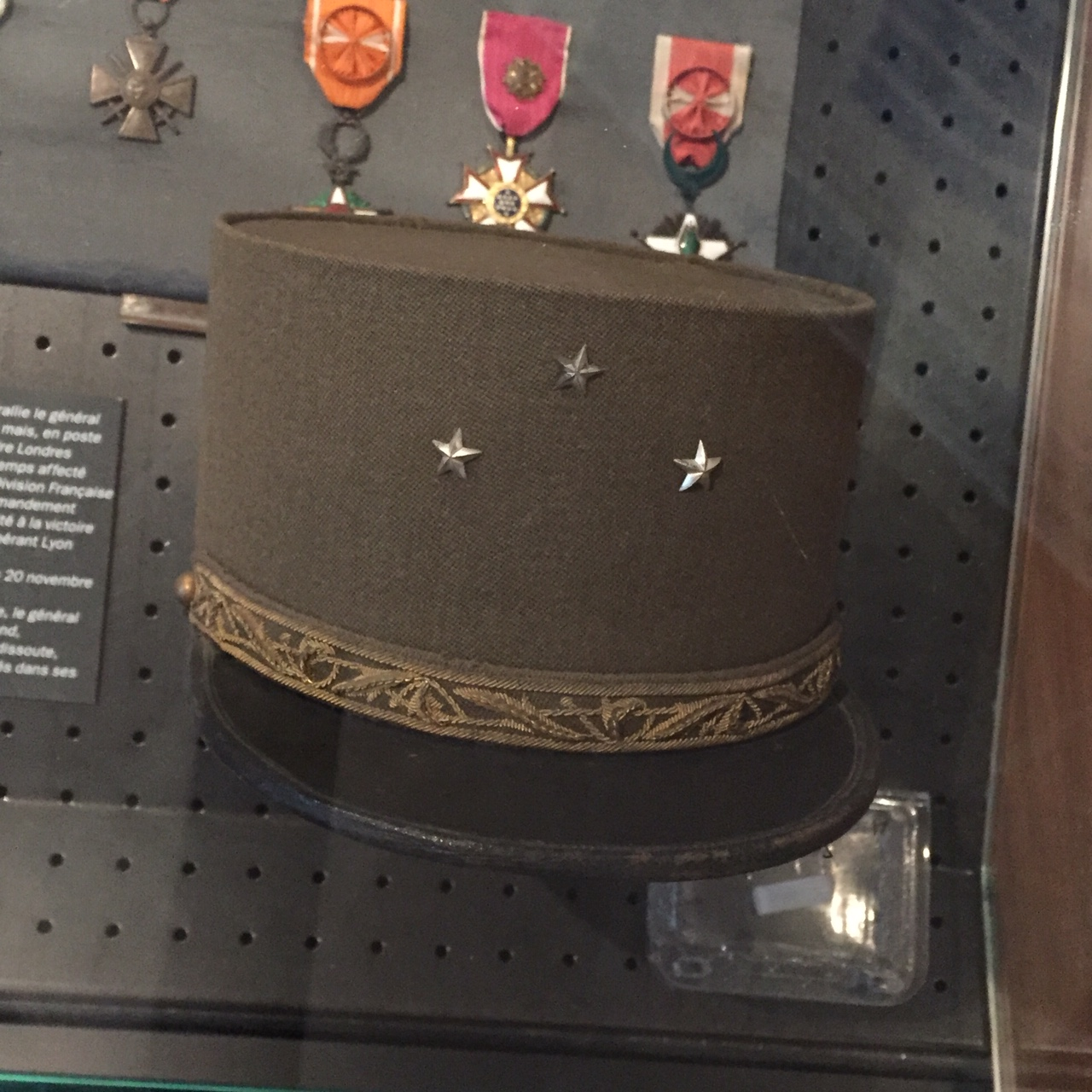
Képi de général de division de Diego Brosset

Diego Brosset, né le 3 octobre 1898 à Buenos Aires (Argentine) et mort le 20 novembre 1944 à Champagney (Haute-Saône), est un officier français, rallié à la France libre dès juin 1940, général de division et compagnon de la Libération.
Engagé volontaire en 1916, il devient officier dès le début des années 1920 et est affecté dans les troupes coloniales pendant une quinzaine d'années. Après l'armistice du 22 juin 1940, il proclame son soutien au général de Gaulle le 27 juin 1940 et le rejoint en octobre. Il est condamné à mort par un tribunal du régime de Vichy en avril 1941. Il commande des unités combattantes, notamment la 1re division française libre, à partir de janvier 1943, d'abord en Libye et en Tunisie, puis en Italie (avril 1944) et en Provence (16 août), libérant Lyon le 3 septembre 1944. C'est au cours de la progression de son unité vers l'Alsace qu'il meurt accidentellement au volant de sa Jeep sur une route du département de la Haute-Saône.
Il est le beau-fils du général Charles Mangin (1866-1925) et le beau-frère de Stanislas Mangin, compagnon de la Libération.

## Biographie

### Origines familiales et formation
Diego est le fils de Georges Brosset (1862-1936), agent de change à Buenos Aires, et de Jeanne Mestret (1877-1966), tous deux d'origine lyonnaise, mariés à Buenos Aires en 1895.
La famille rentre en France alors que Diego a 2 ans.
Il fait ses études secondaires dans des établissements catholiques de Lyon et de Dole.

### Débuts dans l'armée (1916-1921)
Pendant la Première Guerre mondiale, engagé volontaire « pour la durée de la guerre », comme deuxième classe, le 7 septembre 1916, il combat  au  28e bataillon de chasseurs alpins. Il est promu caporal le 23 février 1918 et sergent le 16 septembre. Il termine la guerre à ce grade avec quatre citations.
Après la guerre, il suit un stage d'élève aspirant à Issoudun, et obtient ce grade le 20 avril 1919. Il est promu adjudant le 13 août 1919. En 1920, il entre à l'École militaire d'infanterie, alors à Saint-Maixent, dont il sort sous-lieutenant en 1921.

### Officier des troupes coloniales (1921-1937)
Il va alors servir pendant une quinzaine d'années comme officier colonial méhariste au Sahara, sillonnant la Mauritanie, le Sud algérien, le Sud marocain et ce que l'on appelle le Soudan français (aujourd'hui le Mali). Il est fait Chevalier de la Légion d'Honneur par décret du 26 décembre 1927. Il est promu capitaine en 1930 avec cinq citations de plus.
De 1934 à 1936, il commande le 29e goum marocain, stationné à Imiteq (territoire de Tiznit), puis est officier des « affaires indigènes » jusqu'en 1937 dans le sud marocain, commandant du secteur d'Akka,.

### Mariage et descendance
Diego Brosset épouse en 1931 Jacqueline Mangin (1910-1996), fille du général Charles Mangin.
Ils sont propriétaires d'une maison située à Pen er Men (commune d'Arradon) sur le golfe du Morbihan, ainsi que l'île Irus située dans le golfe du Morbihan. Ils y reçoivent l'écrivain Jean Bruller que Diego a rencontré au camp de Châlons en 1928 et qui, pendant la Seconde Guerre mondiale, se fera connaître sous le nom de Vercors.
Leur fille Isabelle Robinet (1932-2000) était sinologue, spécialiste du taoïsme.

### Formation supérieure (1937-1939)
Diplômé des Langues orientales, il est admis à l'École supérieure de guerre en 1937.

### Seconde Guerre mondiale

#### Période de la drôle de guerre (septembre 1939-mai 1940)
Au début de la guerre (septembre 1939), il affecté à l'état-major du corps d'armée colonial, mais en est écarté à cause de son anticonformisme. Dans le cadre d'une coopération avec la Colombie, il est nommé professeur de stratégie et tactique à l'école supérieure de guerre de Bogota en avril 1940, à la fin de la drôle de guerre. Le 10 mai 1940, la Wehrmacht lance l'offensive qui l'amène à Paris le 14 juin. Le maréchal Pétain, devenu président du Conseil, demande l'armistice qui est signé le 22 juin. Le 18 juin, le général de Gaulle lance de Londres son fameux appel à la résistance.

#### Ralliement à la France libre
Diego Brosset se rallie à lui dès le 27 juin 1940 et quitte la Colombie pour la Grande-Bretagne en octobre. Il est promu lieutenant-colonel des Forces françaises libres en décembre 1940.
Officier d'état-major personnel du général de Gaulle au printemps 1941, lors de l'inspection de la Brigade française libre d’Orient, en Érythrée, il l'accompagne aussi au Tchad et dans les colonies britanniques d'Égypte, d'Abyssinie, de Somalie et du Kenya.
Le 10 avril 1941, une cour martiale du régime de Vichy, siégeant à Gannat, le condamne par contumace à mort « pour crimes et manœuvres contre l'unité et la sauvegarde de la Patrie ».
En 1941, il est aussi envoyé en mission en Éthiopie et devient ensuite chef d'état-major du général Catroux. En octobre 1941, il est promu colonel et reçoit la charge de l'Est syrien.

#### Commandements d'unités combattantes en Afrique et en Italie (janvier 1943-août 1944)
En janvier 1943, il reçoit le commandement de la 2e brigade coloniale. Il combat alors en Libye, puis en Tunisie, où sa brigade se distingue notamment au djebel Takrouna où il reprend à l'ennemi des positions fortement défendues et fait 28 000 prisonniers de la 90e division de d'infanterie mécanisée allemande et de la division motorisée italienne Trieste.
Le 1er août 1943, il reçoit le commandement de la 1re division française libre, succédant au général Koenig, et est promu général de brigade. Il complète la formation de son unité pendant les quelques mois précédant son débarquement d'avril 1944 en Italie. En mai, il participe successivement aux batailles de la boucle de Liri, du Garigliano et de Pontecorvo puis, après avoir percé la ligne Hitler, participe à la prise de Rome. C'est dans la capitale de l'Italie que les Alliés lui remettent la Legion of Merit américaine.

#### Débarquement en Provence et marche vers le nord (août-novembre 1944)

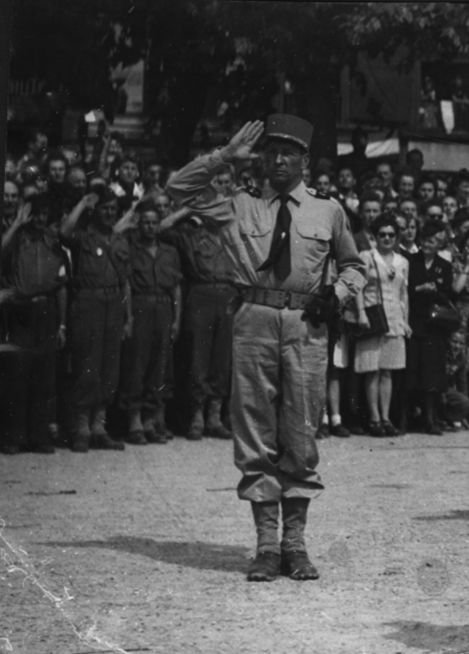
Diego Brosset place Bellecour à Lyon le 5 septembre 1944.

Le 16 août 1944, il débarque en Provence, à Cavalaire, et participe à la prise de Toulon et d'Hyères le 24 août. Il remonte la vallée du Rhône et rejoint les FTP de l'Azergues, les FFI du commandant Mary et les FFI sous les ordres de son beau-frère, Stanislas Mangin. Ils traversent le pont de l'Homme de la Roche, puis libèrent Lyon le 3 septembre au matin. Le général Brosset administre Lyon pendant quelques jours en l'absence de maire, de préfet, et de téléphone.
Il libère Autun le 8 septembre, puis part vers le Jura, Belfort et l'Alsace ; il est alors promu général de division. Il commande désormais sa division lors de la bataille des Vosges du 20 septembre au 19 novembre 1944.
Les nombreuses batailles qu'il a menées en Afrique du nord et en Italie, et sa participation active à la libération de plusieurs villes françaises lui valent une promotion au grade d'officier de la Légion d'honneur par décret du 9 novembre 1944 avec effet à compter du 28 août 1944.
Anticonformiste, il dit de lui-même : « J'entraîne ma division comme une compagnie, je grimpe sur les chars en marche, j'engueule Pierre et Paul, je dis merde aux obus et ça avance. Je ne serai jamais un vrai général. Mais ma division est une vraie division ! »

### Mort (20 novembre 1944) et funérailles
Le 20 novembre 1944 au matin, il exhorte ses soldats en leur disant : « Dans les jours qui suivent, je compte sur vous, les plus vieilles et les plus jeunes troupes de la nouvelle armée française, pour atteindre Giromagny et le Rhin au nord de Mulhouse ».
Il meurt accidentellement le même jour dans l'après-midi, la Jeep qu'il conduit dérapant sur le pont du Rahin, à Champagney (Haute-Saône), et tombant dans le torrent. L'acteur Jean-Pierre Aumont alors lieutenant, qui est son aide de camp, réussit à sortir vivant de l'accident ainsi que le chauffeur devenu passager.
Diego Brosset est inhumé dans la nécropole nationale de Rougemont dans le Doubs.
Le 28 décembre 1944, le grand chancelier de la Légion d'honneur Paul Dassault annule la suspension de droit prononcée par son prédécesseur le général Charles Brécard le 10 juin 1941, à la suite de sa condamnation à mort du 10 avril de la même année par le régime de Vichy.

## Publications
- Sahara, un homme sans l'Occident, Casablanca, Éditions du Maghreb, 1935
  - réédition sous le titre Un homme sans l'Occident, précédé de « Portrait d'une amitié » par Vercors, Paris, Les Editions de Minuit, 1946,
  - réédition avec une préface de Vercors, Paris, l'Harmattan, 1991  (ISBN 2738405991).

Le cinéaste Raymond Depardon s'est inspiré de ce livre pour tourner Un homme sans l'Occident (2002).

## Décorations

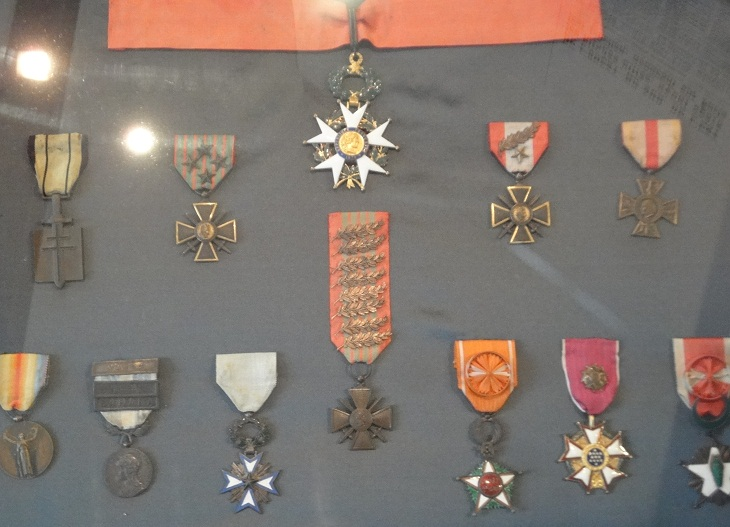
Médailles de Diego Brosset au musée de l’armée.

- Commandeur de la Légion d'honneur par décret du 20 janvier 1945 pour prendre rang à compter du 19 novembre 1944 (à titre posthume)[9]
- Compagnon de la Libération (décret du 20 novembre 1944)
- Croix de guerre 1914-1918 (4 citations)
- Croix de guerre 1939-1945 (8 citations)
- Croix de guerre des Théâtres d'opérations extérieurs (2 citations)
- Croix du combattant volontaire
- Médaille coloniale avec agrafes AOF, Sahara, Maroc
- Legion of Merit (Officier, États-Unis)
- Chevalier de l'ordre de l'Étoile noire (Bénin)
- Officier du Ouissam alaouite (Maroc)

### Placard
|  |  |  |  |
|  |  |  |  |
|  |  |  |  |

## Hommages

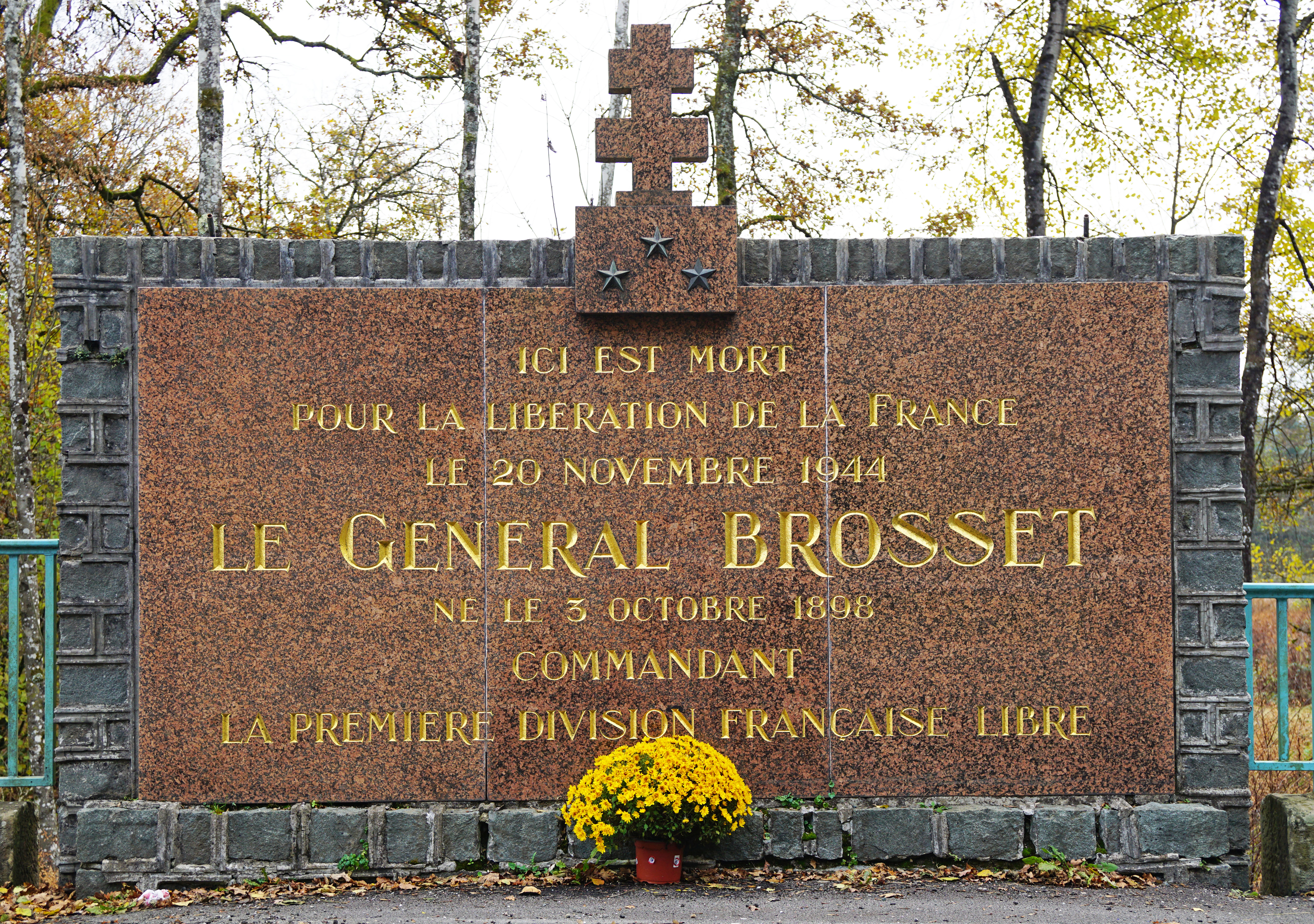
Le monument sur le pont du Rahin, qui marque la frontière entre les communes de Champagney et de Plancher-Bas.

- En avril 1947, une stèle commémorative a été érigée dans le village d'Akka, rebaptisé jusqu'en 1956 Fort-Diego-Brosset.
- Un monument commémoratif a été élevé au pont du Rahin, au bord de la route départementale reliant Champagney et Plancher-Bas, dans la Haute-Saône, à l'endroit même de sa mort.
- Ces deux communes ont toutes deux donné le nom du général à l'une de leurs rues. Elles ont été libérées par ses troupes.
- Une plaque commémorative se trouve dans le parc Brosset à Rillieux-la-Pape, lieu de la demeure familiale.
- Un autre monument commémoratif se trouve promenade d'Australie (Paris), devant le quai Branly, sur la portion devenue quai Jacques-Chirac, et en face de la Maison de la culture du Japon.
- Une place de Lyon, située face à l'ancienne gare des Brotteaux, porte son nom, avec un buste du général.
- Une rue porte son nom dans le Marseille 9e, quartier de Sainte-Marguerite.
- Une rue porte également son nom à Exincourt dans le département du Doubs.
- Un rond-point porte son nom à Gassin, dans le secteur où à eu lieu son débarquement en 1944.
- En 1971, la poste française émet en son honneur un timbre où figure son portrait, ainsi que la basilique Notre-Dame de Fourvière à Lyon.

## Liens avec Jacques Chirac
Lors du débarquement en Provence, Diego Brosset est hébergé par la famille Chirac, réfugiée au village du Rayol sur la côte varoise. Il se lie alors d'amitié avec le jeune Jacques Chirac (1932-2019), âgé d'une douzaine d'années.
Apprenant la mort du général quelques mois plus tard, l'adolescent décide de son propre chef de baptiser un chemin du Rayol « Avenue du Général-Brosset » en y plaçant un panneau qui restera en place une trentaine d'années.
En 1975, le conseil municipal du Rayol décide de baptiser officiellement une rue du village du nom du général. En mémoire du baptême non officiel de 1944, la municipalité invite son auteur, alors Premier ministre, qui assiste à la cérémonie aux côtés des deux enfants du général,.